# 三好豊一郎
三好 豊一郎（みよし とよいちろう、1920年8月25日－1992年12月12日）は、日本の詩人。
東京出身。早稲田大学専門部卒。鮎川信夫らと交遊、戦時下に詩誌「故園」を発行。1947年『荒地』創刊に参加。1949年第一詩集『囚人』を刊行。1975年『三好豊一郎詩集』で無限賞、1984年『夏の淵』で第14回高見順賞受賞。

## 著書
- 『囚人 三好豊一郎詩集』岩谷書店 1949
- 『現代日本詩集 第16 小さな証し』思潮社 1963
- 『三好豊一郎詩集』思潮社 現代詩文庫 1970
- 『Spellbound 三好豊一郎詩集』落合書店 天山文庫 1975
- 『三好豊一郎詩集』サンリオ 1975
- 『蜉蝣雑録』小沢書店 1976
- 『林中感懐 詩集』小沢書店 1978
- 『内部の錘 近代詩人論』小沢書店 1980
- 『夏の淵 詩集』小沢書店 1983
- 『寒蝉集 詩集』書肆山田 1989
- 『枯野抄 三好豊一郎 俳句 短歌』三好阿佐子 1996
- 『三好豊一郎 詩書画』三好阿佐子 2002

### 共編著
- 『戦後詩人全集 第3巻 三好豊一郎集,黒田三郎集,高橋宗近集,木原孝一集,高野喜久雄集』ユリイカ 1955
- 『現代詩大系 第4 田村隆一,北村太郎,茨木のり子,渡辺武信,三好豊一郎』思潮社 1967

### 翻訳
- 『中国の詩集 カラー版 5 杜甫詩集』角川書店 1972

## 参考
- デジタル版日本人名大辞典